# Франция на зимних Олимпийских играх 2014
Франция принимала участие в зимних Олимпийских играх 2014 года, которые проходили в Сочи (Россия) с 7 по 23 февраля, где её представляли 116 спортсменов в двенадцати видах спорта. На церемонии открытия Олимпийских игр флаг Франции нёс двоеборец Джейсон Лами-Шаппюи, а на церемонии закрытия — биатлонист, двукратный олимпийский чемпион игр в Сочи, Мартен Фуркад.
Зимние Олимпийские игры 2014 для Франции стали самыми успешными зимними играми — впервые было завоёвано 15 олимпийских медалей: 4 золотые, 4 серебряные и 7 бронзовые. В неофициальном медальном зачёте Франция заняла 10-е место.

## Медали
| Золото  |                                                                |                                                            |            |
| №       | Спортсмены                                                     | Вид спорта (дисциплина)                                    | Дата       |
| 1       | Мартен Фуркад                                                  | Биатлон (мужчины, гонка преследования)                     | 10 февраля |
| 2       | Мартен Фуркад                                                  | Биатлон (мужчины, индивидуальная гонка)                    | 13 февраля |
| 3       | Пьер Вольтье                                                   | Сноуборд (мужчины, бордеркросс)                            | 18 февраля |
| 4       | Жан-Фредерик Шапюи                                             | Фристайл (мужчины, ски-кросс)                              | 20 февраля |
| Серебро |                                                                |                                                            |            |
| №       | Спортсмены                                                     | Вид спорта (дисциплина)                                    | Дата       |
| 1       | Мартен Фуркад                                                  | Биатлон (мужчины, масс-старт)                              | 18 февраля |
| 2       | Стив Миссилье                                                  | Горнолыжный спорт (мужчины, гигантский слалом)             | 19 февраля |
| 3       | Арно Боволента                                                 | Фристайл (мужчины, ски-кросс)                              | 20 февраля |
| 4       | Мари Мартино                                                   | Фристайл (женщины, хафпайп)                                | 20 февраля |
| Бронза  |                                                                |                                                            |            |
| №       | Спортсмены                                                     | Вид спорта (дисциплина)                                    | Дата       |
| 1       | Жан-Гийом Беатрикс                                             | Биатлон (мужчины, гонка преследования)                     | 10 февраля |
| 2       | Колин Маттель                                                  | Прыжки на лыжах с трамплина (женщины, нормальный трамплин) | 11 февраля |
| 3       | Хлоя Треспёш                                                   | Сноуборд (женщины, бордеркросс)                            | 16 февраля |
| 4       | Робин Дювийяр Жан-Марк Гайяр Морис Манифика Иван Перрийя Буато | Лыжные гонки (мужчины, эстафета 4×10 км)                   | 16 февраля |
| 5       | Кевин Роллан                                                   | Фристайл (мужчины, хафпайп)                                | 18 февраля |
| 6       | Алексис Пентюро                                                | Горнолыжный спорт (мужчины, гигантский слалом)             | 19 февраля |
| 7       | Жонатан Мидоль                                                 | Фристайл (мужчины, ски-кросс)                              | 20 февраля |

| Медали по видам спорта | Медали по видам спорта | Медали по видам спорта | Медали по видам спорта | Медали по видам спорта |
| ---------------------- | ---------------------- | ---------------------- | ---------------------- | ---------------------- |
| Вид спорта             | 1                      | 2                      | 3                      | Итого                  |
| Биатлон                | 2                      | 1                      | 1                      | 4                      |
| Горнолыжный спорт      | 0                      | 1                      | 1                      | 2                      |
| Лыжные гонки           | 0                      | 0                      | 1                      | 1                      |
| Прыжки с трамплина     | 0                      | 0                      | 1                      | 1                      |
| Сноуборд               | 1                      | 0                      | 1                      | 2                      |
| Фристайл               | 1                      | 2                      | 2                      | 5                      |
| Всего                  | 4                      | 4                      | 7                      | 15                     |

## Состав и результаты

### Биатлон
Основываясь на выступлениях в Кубках мира по биатлону 2012 и 2013, Франция квалифицировала 6 мужчин и 6 женщин.
Мужчины
| Соревнование         | Спортсмены                                               | Стрельба | Время     | Место |
| -------------------- | -------------------------------------------------------- | -------- | --------- | ----- |
| Спринт               | Мартен Фуркад                                            | 1+0      | 24:45,9   | 6     |
| Спринт               | Жан-Гийом Беатрикс                                       | 1+0      | 25:12,1   | 14    |
| Спринт               | Симон Фуркад                                             | 1+1      | 26:04,2   | 36    |
| Спринт               | Симон Дестье                                             | 0+2      | 26:18,2   | 46    |
| Гонка преследования  | Мартен Фуркад                                            | 0+0+1+0  | 33:48,6   | 1     |
| Гонка преследования  | Жан-Гийом Беатрикс                                       | 0+0+1+0  | 34:12,8   | 3     |
| Гонка преследования  | Симон Фуркад                                             | 0+0+1+0  | 35:15,0   | 18    |
| Гонка преследования  | Симон Дестье                                             | 0+0+1+0  | 35:35,6   | 21    |
| Индивидуальная гонка | Мартен Фуркад                                            | 0+1+0+0  | 49:13,7   | 1     |
| Индивидуальная гонка | Жан-Гийом Беатрикс                                       | 0+0+0+1  | 50:15,5   | 6     |
| Индивидуальная гонка | Симон Фуркад                                             | 0+2+0+0  | 51:29,9   | 13    |
| Индивидуальная гонка | Алекси Бёф                                               | 1+1+1+1  | 58:39,0   | 82    |
| Масс-старт           | Мартен Фуркад                                            | 1+0+0+0  | 42:29,1   | 2     |
| Масс-старт           | Жан-Гийом Беатрикс                                       | 0+0+2+1  | 44:34,2   | 17    |
| Масс-старт           | Симон Фуркад                                             | 2        | DNF       | DNF   |
| Эстафета             | Алекси Бёф Жан-Гийом Беатрикс Симон Дестье Мартен Фуркад | 0+7      | 1:13:46,4 | 8     |

Женщины
| Соревнование         | Спортсмены                                                | Стрельба | Время   | Место |
| -------------------- | --------------------------------------------------------- | -------- | ------- | ----- |
| Спринт               | Анаис Бескон                                              | 1+0      | 21:36,7 | 5     |
| Спринт               | Мари Дорен-Абер                                           | 0+0      | 21:55,0 | 20    |
| Спринт               | Анаис Шевалье                                             | 0+1      | 23:03,4 | 47    |
| Спринт               | Мари-Лор Брюне                                            | 0+0      | 23:27,4 | 56    |
| Гонка преследования  | Анаис Бескон                                              | 0+0+1+1  | 30:43,7 | 12    |
| Гонка преследования  | Мари Дорен-Абер                                           | 0+0+1+0  | 30:53,6 | 14    |
| Гонка преследования  | Анаис Шевалье                                             | 1+0+0+0  | 34:14,5 | 44    |
| Гонка преследования  | Мари-Лор Брюне                                            | DNS      | DNS     | DNS   |
| Индивидуальная гонка | Анаис Бескон                                              | 0+2+0+0  | 45:34,0 | 5     |
| Индивидуальная гонка | Мари-Лор Брюне                                            | 0+0+0+0  | 47:13,6 | 17    |
| Индивидуальная гонка | Марин Боллье                                              | 0+2+0+0  | 48:12,1 | 26    |
| Индивидуальная гонка | Мари Дорен-Абер                                           | 2+1+0+1  | 49:06,5 | 39    |
| Масс-старт           | Анаис Бескон                                              | 0+0+3+0  | 36:55,3 | 10    |
| Эстафета             | Мари-Лор Брюне Мари Дорен-Абер Анаис Шевалье Анаис Бескон | 0+0      | DNF     | DNF   |

Смешанная эстафета
| Соревнование       | Спортсмены                                                    | Стрельба | Время     | Место |
| ------------------ | ------------------------------------------------------------- | -------- | --------- | ----- |
| Смешанная эстафета | Мари Дорен-Абер Анаис Бескон Жан-Гийом Беатрикс Мартен Фуркад | 1+8      | 1:12:04,3 | 6     |

### Бобслей
Мужчины
| Соревнование | Спортсмены                                              | 1 заезд   | 1 заезд | 2 заезд   | 2 заезд | 3 заезд   | 3 заезд | 4 заезд               | 4 заезд               | Итоговый результат | Итоговое место |
| Соревнование | Спортсмены                                              | Результат | Место   | Результат | Место   | Результат | Место   | Результат             | Место                 | Итоговый результат | Итоговое место |
| ------------ | ------------------------------------------------------- | --------- | ------- | --------- | ------- | --------- | ------- | --------------------- | --------------------- | ------------------ | -------------- |
| Двойки       | Лоик Костерг Ромен Хайнрих                              | 57,44     | 19      | 57,04     | 14      | 57,65     | 22      | 57,23                 | 20                    | 3:49,36            | 20             |
| Четвёрки     | Лоик Костерг Ромен Хайнрих Элли Лефор Флорен Рибе       | 55,82     | 18      | 55,68     | 17      | 55,91     | 15      | 55,77                 | 14                    | 3:43,18            | 17             |
| Четвёрки     | Тибо Годефруа Жереми Беллар Жереми Бутерен Винсен Рикар | 56,37     | 25      | 56,27     | 24      | 56,35     | 24      | Завершили выступление | Завершили выступление | 2:48,99            | 23             |

### Горнолыжный спорт
Мужчины
| Соревнование      | Спортсмены           | Скоростной спуск/ 1 спуск | Скоростной спуск/ 1 спуск | Слалом/ 2 спуск | Слалом/ 2 спуск | Всего   | Место |
| Соревнование      | Спортсмены           | Время                     | Место                     | Время           | Место           | Всего   | Место |
| ----------------- | -------------------- | ------------------------- | ------------------------- | --------------- | --------------- | ------- | ----- |
| Скоростной спуск  | Давид Пуассон        | Не проводится             | Не проводится             | Не проводится   | Не проводится   | 2:07,83 | 16    |
| Скоростной спуск  | Адриен Тео           | Не проводится             | Не проводится             | Не проводится   | Не проводится   | 2:07,89 | 18    |
| Скоростной спуск  | Гильермо Файе        | Не проводится             | Не проводится             | Не проводится   | Не проводится   | 2:09,03 | 26    |
| Скоростной спуск  | Жоан Кларе           | Не проводится             | Не проводится             | Не проводится   | Не проводится   | DNF     | DNF   |
| Суперкомбинация   | Адриен Тео           | 1:55,00                   | 17                        | 53,66           | 17              | 2:48,66 | 17    |
| Суперкомбинация   | Алексис Пентюро      | 1:55,68                   | 23                        | DNF             | DNF             | DNF     | DNF   |
| Суперкомбинация   | Тома Мермийо-Блонден | 1:56,23                   | 27                        | DNF             | DNF             | DNF     | DNF   |
| Супергигант       | Адриен Тео           | Не проводится             | Не проводится             | Не проводится   | Не проводится   | 1:19,35 | 11    |
| Супергигант       | Тома Мермийо-Блонден | Не проводится             | Не проводится             | Не проводится   | Не проводится   | 1:19,53 | 15    |
| Супергигант       | Давид Пуассон        | Не проводится             | Не проводится             | Не проводится   | Не проводится   | 1:19,74 | 17    |
| Супергигант       | Жоан Кларе           | Не проводится             | Не проводится             | Не проводится   | Не проводится   | 1:19,75 | 19    |
| Гигантский слалом | Стив Миссилье        | 1:22,58                   | 10                        | 1:23,19         | 1               | 2:45,77 | 2     |
| Гигантский слалом | Алексис Пентюро      | 1:22,44                   | 6                         | 1:23,49         | 2               | 2:45,93 | 3     |
| Гигантский слалом | Тома Фанара          | 1:22,41                   | 4                         | 1:24,32         | 16              | 2:46,73 | 9     |
| Гигантский слалом | Матьё Февр           | 1:23,53                   | 22                        | 1:25,90         | 28              | 2:49,43 | 24    |
| Слалом            | Жюльен Лизеру        | 48,69                     | 17                        | 55,63           | 14              | 1:44,32 | 15    |
| Слалом            | Жан-Батист Гранж     | 47,47                     | 5                         | DNF             | DNF             | DNF     | DNF   |
| Слалом            | Алексис Пентюро      | 47,78                     | 8                         | DNF             | DNF             | DNF     | DNF   |
| Слалом            | Стив Миссилье        | DNF                       | DNF                       | DNF             | DNF             | DNF     | DNF   |

Женщины
| Соревнование      | Спортсмены        | Скоростной спуск/ 1 спуск | Скоростной спуск/ 1 спуск | Слалом/ 2 спуск | Слалом/ 2 спуск | Всего   | Место |
| Соревнование      | Спортсмены        | Время                     | Место                     | Время           | Место           | Всего   | Место |
| ----------------- | ----------------- | ------------------------- | ------------------------- | --------------- | --------------- | ------- | ----- |
| Скоростной спуск  | Мари Маршан-Арвье | Не проводится             | Не проводится             | Не проводится   | Не проводится   | DNF     | DNF   |
| Супергигант       | Мари Маршан-Арвье | Не проводится             | Не проводится             | Не проводится   | Не проводится   | DNF     | DNF   |
| Гигантский слалом | Анемон Мармоттан  | 1:19,69                   | 9                         | 1:18,79         | 9               | 2:38,48 | 8     |
| Гигантский слалом | Анне-Софи Барт    | 1:20,71                   | 17                        | 1:19,17         | 12              | 2:39,88 | 14    |
| Гигантский слалом | Аделин Бо         | 1:21,49                   | 22                        | 1:19,42         | 15              | 2:40,91 | 22    |
| Гигантский слалом | Марион Бертран    | DNF                       | DNF                       | DNF             | DNF             | DNF     | DNF   |
| Слалом            | Настасия Ноэн     | 53,81                     | 5                         | 52,31           | 8               | 1:46,12 | 7     |
| Слалом            | Анемон Мармоттан  | 57,08                     | 24                        | 51,88           | 5               | 1:48,96 | 13    |
| Слалом            | Анне-Софи Барт    | 56,99                     | 23                        | 53,12           | 17              | 1:50,11 | 18    |
| Слалом            | Аделин Бо         | 56,50                     | 19                        | DNF             | DNF             | DNF     | DNF   |

### Конькобежный спорт
Мужчины
Индивидуальные гонки
| Соревнование | Спортсмены     | Результат | Место |
| Результат    | Место          | Результат | Место |
| ------------ | -------------- | --------- | ----- |
| 1000 метров  | Бенжамен Масе  | 1:10,80   | 29    |
| 1500 метров  | Бенжамен Масе  | 1:49,34   | 32    |
| 1500 метров  | Эвен Фернандес | 1:52,70   | 40    |
| 5000 метров  | Эвен Фернандес | 6:31,08   | 18    |

Командная гонка
| Соревнование    | Спортсмены                                  | Четвертьфинал          | Полуфинал          | Финал    | Финал              | Итоговое Место |
| Соревнование    | Спортсмены                                  | Соперник Результат     | Соперник Результат | Название | Соперник Результат | Итоговое Место |
| --------------- | ------------------------------------------- | ---------------------- | ------------------ | -------- | ------------------ | -------------- |
| Командная гонка | Алексис Контен Эвен Фернандес Бенжамен Масе | Нидерланды · П 3:53,17 | Не участвовали     | D        | США · П 3:51,76    | 8              |

### Лыжное двоеборье
| Соревнование        | Спортсмены                                                    | Прыжки с трамплина | Прыжки с трамплина | Лыжная гонка | Лыжная гонка | Лыжная гонка | Итоговое время | Место |
| Соревнование        | Спортсмены                                                    | Результат          | Место              | Гандикап     | Результат    | Место        | Итоговое время | Место |
| ------------------- | ------------------------------------------------------------- | ------------------ | ------------------ | ------------ | ------------ | ------------ | -------------- | ----- |
| Нормальный трамплин | Максим Лаэрт                                                  | 117,3              | 17                 | +0:57        | 24:05,4      | 20           | 25:02,4        | 17    |
| Нормальный трамплин | Франсуа Бро                                                   | 113,5              | 24                 | +1:12        | 23:57,3      | 17           | 25:09,3        | 20    |
| Нормальный трамплин | Себастьен Лакруа                                              | 112,0              | 28                 | +1:18        | 24:40,2      | 29           | 25:58,2        | 28    |
| Нормальный трамплин | Джейсон Лами-Шаппюи                                           | 123,7              | 8                  | +0:31        | 25:56,7      | 41           | 26:27,7        | 35    |
| Большой трамплин    | Джейсон Лами-Шаппюи                                           | 120,7              | 5                  | +0:33        | 23:10,9      | 22           | 23:43,9        | 7     |
| Большой трамплин    | Франсуа Бро                                                   | 105,5              | 19                 | +1:34        | 22:31,2      | 5            | 24:05,2        | 13    |
| Большой трамплин    | Себастьен Лакруа                                              | 98,0               | 31                 | +2:04        | 22:47,5      | 14           | 24:51,5        | 21    |
| Большой трамплин    | Максим Лаэрт                                                  | 108,0              | 15                 | +1:24        | 23:55,6      | 29           | 25:19,6        | 27    |
| Эстафета            | Франсуа Бро Себастьен Лакруа Максим Лаэрт Джейсон Лами-Шаппюи | 455,2              | 4                  | +0:35        | 47:51,3      | 6            | 48:26,3        | 4     |

### Лыжные гонки
Мужчины
Дистанционные гонки
| Соревнование              | Спортсмены                                                     | Результат | Место |
| ------------------------- | -------------------------------------------------------------- | --------- | ----- |
| 15 км классическим стилем | Жан-Марк Гайяр                                                 | 40:22,8   | 21    |
| 15 км классическим стилем | Адриен Бакшайдер                                               | 42:21,7   | 43    |
| 15 км классическим стилем | Сирил Миранда                                                  | 43:22,5   | 56    |
| Скиатлон 15+15 км         | Жан-Марк Гайяр                                                 | 1:08:29,8 | 6     |
| Скиатлон 15+15 км         | Морис Манифика                                                 | 1:08:33,6 | 9     |
| Скиатлон 15+15 км         | Иван Перрийя Буато                                             | 1:12:04,5 | 41    |
| Масс-старт 50 км          | Робин Дювийяр                                                  | 1:47:10,1 | 6     |
| Масс-старт 50 км          | Иван Перрийя Буато                                             | 1:47:31,7 | 13    |
| Масс-старт 50 км          | Жан-Марк Гайяр                                                 | 1:49:49,7 | 35    |
| Масс-старт 50 км          | Морис Манифика                                                 | 1:52:01,6 | 43    |
| Эстафета 4×10 км          | Робин Дювийяр Жан-Марк Гайяр Морис Манифика Иван Перрийя Буато | 1:29:13,9 | 3     |

Спринт
| Соревнование     | Спортсмены                 | Квалификация  | Квалификация  | Четвертьфинал        | Четвертьфинал        | Четвертьфинал        | Полуфинал            | Полуфинал            | Полуфинал            | Финал                | Финал                | Итоговое место |
| Соревнование     | Спортсмены                 | Результат     | Место         | Заезд                | Результат            | Место                | Заезд                | Результат            | Место                | Результат            | Место                | Итоговое место |
| ---------------- | -------------------------- | ------------- | ------------- | -------------------- | -------------------- | -------------------- | -------------------- | -------------------- | -------------------- | -------------------- | -------------------- | -------------- |
| Спринт           | Рено Же                    | 3:35,16       | 14            | 2                    | 3:37,00              | 3                    | Завершил выступление | Завершил выступление | Завершил выступление | Завершил выступление | Завершил выступление | 14             |
| Спринт           | Сирил Миранда              | 3:36,59       | 22            | 4                    | 3:37,57              | 3                    | Завершил выступление | Завершил выступление | Завершил выступление | Завершил выступление | Завершил выступление | 16             |
| Спринт           | Сириль Гайяр               | 3:37,86       | 29            | 4                    | 3:40,77              | 6                    | Завершил выступление | Завершил выступление | Завершил выступление | Завершил выступление | Завершил выступление | 30             |
| Спринт           | Батист Гро                 | 3:40,54       | 40            | Завершил выступление | Завершил выступление | Завершил выступление | Завершил выступление | Завершил выступление | Завершил выступление | Завершил выступление | Завершил выступление | 40             |
| Командный спринт | Сирил Миранда Сириль Гайяр | Не проводится | Не проводится | Не проводится        | Не проводится        | Не проводится        | 2                    | 23:41,79             | 6                    | DNS                  | DNS                  | 10             |

Женщины
Дистанционные гонки
| Соревнование              | Спортсмены                                        | Результат | Место |
| ------------------------- | ------------------------------------------------- | --------- | ----- |
| 10 км классическим стилем | Селия Эмонье                                      | 30:45,8   | 27    |
| 10 км классическим стилем | Орор Жан                                          | 31:01,1   | 29    |
| Скиатлон 7,5+7,5 км       | Орор Жан                                          | 40:27,1   | 18    |
| Скиатлон 7,5+7,5 км       | Селия Эмонье                                      | 40:32,6   | 21    |
| Скиатлон 7,5+7,5 км       | Коралин Юге                                       | 40:33,1   | 22    |
| Скиатлон 7,5+7,5 км       | Анук Февр-Пикон                                   | 41:44,4   | 38    |
| Масс-старт 30 км          | Орор Жан                                          | 1:12:27,5 | 6     |
| Масс-старт 30 км          | Коралин Юге                                       | 1:12:29,5 | 7     |
| Масс-старт 30 км          | Анук Февр-Пикон                                   | 1:13:29,4 | 17    |
| Эстафета 4×5 км           | Селия Эмонье Анук Февр-Пикон Коралин Юге Орор Жан | 53:47,7   | 4     |

Спринт
| Соревнование     | Спортсмены            | Квалификация  | Квалификация  | Четвертьфинал         | Четвертьфинал         | Четвертьфинал         | Полуфинал             | Полуфинал             | Полуфинал             | Финал                 | Финал                 | Итоговое место |
| Соревнование     | Спортсмены            | Результат     | Место         | Заезд                 | Результат             | Место                 | Заезд                 | Результат             | Место                 | Результат             | Место                 | Итоговое место |
| ---------------- | --------------------- | ------------- | ------------- | --------------------- | --------------------- | --------------------- | --------------------- | --------------------- | --------------------- | --------------------- | --------------------- | -------------- |
| Спринт           | Орор Жан              | 2:37,96       | 21            | 1                     | 2:35,55               | 3                     | 1                     | 2:38,28               | 6                     | Завершила выступление | Завершила выступление | 12             |
| Спринт           | Марион Бийе           | 2:41,30       | 36            | Завершила выступление | Завершила выступление | Завершила выступление | Завершила выступление | Завершила выступление | Завершила выступление | Завершила выступление | Завершила выступление | 36             |
| Спринт           | Селия Эмонье          | 2:42,57       | 40            | Завершила выступление | Завершила выступление | Завершила выступление | Завершила выступление | Завершила выступление | Завершила выступление | Завершила выступление | Завершила выступление | 40             |
| Командный спринт | Селия Эмонье Орор Жан | Не проводится | Не проводится | Не проводится         | Не проводится         | Не проводится         | 1                     | 17:10,07              | 6                     | Завершила выступление | Завершила выступление | 12             |

### Прыжки на лыжах с трамплина
Мужчины
| Соревнование        | Спортсмены        | Квалификация | Квалификация | Финал     | Финал    | Финал                | Финал                | Финал                | Финал                | Итоговое место |
| Соревнование        | Спортсмены        | Результат    | Место        | 1 прыжок  | 1 прыжок | 2 прыжок             | 2 прыжок             | Всего                | Место                | Итоговое место |
| Соревнование        | Спортсмены        | Результат    | Место        | Результат | Место    | Результат            | Место                | Всего                | Место                | Итоговое место |
| ------------------- | ----------------- | ------------ | ------------ | --------- | -------- | -------------------- | -------------------- | -------------------- | -------------------- | -------------- |
| Нормальный трамплин | Ронан Лами-Шаппюи | 106,2        | 33           | 111,0     | 40       | Завершил выступление | Завершил выступление | Завершил выступление | Завершил выступление | 40             |
| Большой трамплин    | Ронан Лами-Шаппюи | 99,8         | 28           | 108,2     | 36       | Завершил выступление | Завершил выступление | Завершил выступление | Завершил выступление | 36             |

Женщины
| Соревнование        | Спортсмены    | 1 прыжок  | 1 прыжок | 2 прыжок  | 2 прыжок | Всего | Место |
| Соревнование        | Спортсмены    | Результат | Место    | Результат | Место    | Всего | Место |
| ------------------- | ------------- | --------- | -------- | --------- | -------- | ----- | ----- |
| Нормальный трамплин | Колин Маттель | 125,7     | 2        | 119,5     | 8        | 245,2 | 3     |
| Нормальный трамплин | Жюлия Клер    | 113,8     | 18       | 104,7     | 22       | 218,5 | 19    |
| Нормальный трамплин | Леа Лемар     | 107,9     | 22       | 110,2     | 16       | 218,1 | 20    |

### Санный спорт
Женщины
| Соревнование | Спортсмены      | 1 заезд   | 1 заезд | 2 заезд   | 2 заезд | 3 заезд   | 3 заезд | 4 заезд   | 4 заезд | Итоговый результат | Итоговое место |
| Соревнование | Спортсмены      | Результат | Место   | Результат | Место   | Результат | Место   | Результат | Место   | Итоговый результат | Итоговое место |
| ------------ | --------------- | --------- | ------- | --------- | ------- | --------- | ------- | --------- | ------- | ------------------ | -------------- |
| Одиночки     | Морган Боннефуа | 51,820    | 26      | 51,641    | 28      | 51,948    | 27      | 52,183    | 30      | 3:27,592           | 27             |

### Сноуборд
Хафпайп
| Соревнование | Спортсмены      | Квалификация | Квалификация | Квалификация | Квалификация | Полуфинал      | Полуфинал      | Полуфинал      | Финал                 | Финал                 | Финал                 | Итоговое место |
| Соревнование | Спортсмены      | Заезд        | 1 спуск      | 2 спуск      | Место        | 1 спуск        | 2 спуск        | Место          | 1 спуск               | 2 спуск               | Место                 | Итоговое место |
| ------------ | --------------- | ------------ | ------------ | ------------ | ------------ | -------------- | -------------- | -------------- | --------------------- | --------------------- | --------------------- | -------------- |
| Мужчины      | Йоган Байсами   | 1            | 71,25        | 36,75        | 9            | 18,50          | 37,00          | 10             | Завершил выступление  | Завершил выступление  | Завершил выступление  | 16             |
| Мужчины      | Артур Лонго     | 1            | 79,25        | 20,75        | 4            | 12,00          | 31,75          | 11             | Завершил выступление  | Завершил выступление  | Завершил выступление  | 17             |
| Женщины      | Софи Родригес   | 1            | 78,50        | 25,50        | 3            | Не участвовала | Не участвовала | Не участвовала | 77,75                 | 79,50                 | 7                     | 7              |
| Женщины      | Мирабель Товекс | 2            | 71,75        | 69.75        | 6            | 70,75          | 39,75          | 5              | 67,00                 | 34,75                 | 10                    | 10             |
| Женщины      | Клеманс Грималь | 2            | 16,00        | 66,50        | 8            | 14,00          | 38,25          | 8              | Завершила выступление | Завершила выступление | Завершила выступление | 14             |

Бордеркросс
| Соревнование | Спортсмены         | Квалификация  | Квалификация  | 1/8 финала    | 1/8 финала    | Четвертьфинал | Четвертьфинал | Полуфинал             | Полуфинал             | Финал                 | Финал                 | Итоговое место |
| Соревнование | Спортсмены         | Результат     | Место         | Заезд         | Место         | Заезд         | Место         | Заезд                 | Место                 | Название              | Место                 | Итоговое место |
| ------------ | ------------------ | ------------- | ------------- | ------------- | ------------- | ------------- | ------------- | --------------------- | --------------------- | --------------------- | --------------------- | -------------- |
| Мужчины      | Пьер Вольтье       | Не проводится | Не проводится | 6             | 1             | 3             | 1             | 2                     | 1                     | Большой               | 1                     | 1              |
| Мужчины      | Поль-Анри де Ле Рю | Не проводится | Не проводится | 7             | 3             | 4             | 2             | 2                     | 2                     | Большой               | 4                     | 4              |
| Мужчины      | Тони Рамуан        | Не проводится | Не проводится | 1             | 2             | 1             | 6             | Завершил выступление  | Завершил выступление  | Завершил выступление  | Завершил выступление  | 17             |
| Женщины      | Хлоя Треспёш       | 1:23,43       | 13            | Не проводится | Не проводится | 2             | 1             | 1                     | 2                     | Большой               | 3                     | 3              |
| Женщины      | Нелли Моенн-Локкоз | 1:23,50       | 8             | Не проводится | Не проводится | 1             | 2             | 1                     | 4                     | Малый                 | 5                     | 11             |
| Женщины      | Дебора Антоньо     | 1:24,23       | 16            | Не проводится | Не проводится | 1             | 4             | Завершила выступление | Завершила выступление | Завершила выступление | Завершила выступление | 15             |
| Женщины      | Шарлотта Бейнкс    | 1:23,12       | 5             | Не проводится | Не проводится | 2             | 5             | Завершила выступление | Завершила выступление | Завершила выступление | Завершила выступление | 17             |

Параллельный гигантский слалом
| Соревнование | Спортсмены    | Квалификация | Квалификация | Квалификация | Квалификация | 1/8 финала          | Четвертьфинал        | Полуфинал            | Финал                | Место |
| Соревнование | Спортсмены    | 1 спуск      | 2 спуск      | Всего        | Место        | Соперник Результат  | Соперник Результат   | Соперник Результат   | Соперник Результат   | Место |
| ------------ | ------------- | ------------ | ------------ | ------------ | ------------ | ------------------- | -------------------- | -------------------- | -------------------- | ----- |
| Мужчины      | Сильвен Дюфур | 51,19        | 48,57        | 1:39,76      | 15           | RUSВ. Уайлд П +5,65 | Завершил выступление | Завершил выступление | Завершил выступление | 16    |

Параллельный слалом
| Соревнование | Спортсмены    | Квалификация | Квалификация | Квалификация | Квалификация | 1/8 финала             | Четвертьфинал        | Полуфинал            | Финал                | Место |
| Соревнование | Спортсмены    | 1 спуск      | 2 спуск      | Всего        | Место        | Соперник Результат     | Соперник Результат   | Соперник Результат   | Соперник Результат   | Место |
| ------------ | ------------- | ------------ | ------------ | ------------ | ------------ | ---------------------- | -------------------- | -------------------- | -------------------- | ----- |
| Мужчины      | Сильвен Дюфур | 29,70        | 29,73        | 59,43        | 10           | SUIН. Гальмарини П DSQ | Завершил выступление | Завершил выступление | Завершил выступление | 11    |

### Фигурное катание
| Соревнование              | Спортсмены                    | Короткая программа | Короткая программа | Произвольная программа | Произвольная программа | Всего        | Всего |
| Соревнование              | Спортсмены                    | Сумма баллов       | Место              | Сумма баллов           | Место                  | Сумма баллов | Место |
| ------------------------- | ----------------------------- | ------------------ | ------------------ | ---------------------- | ---------------------- | ------------ | ----- |
| Мужское одиночное катание | Бриан Жубер                   | 85,84              | 7                  | 145,93                 | 14                     | 231,77       | 13    |
| Мужское одиночное катание | Флоран Амодьо                 | 75,58              | 14                 | 123,06                 | 18                     | 198,64       | 18    |
| Женское одиночное катание | Маэ Беренис Мейте             | 58,63              | 9                  | 115,90                 | 11                     | 174,53       | 10    |
| Парное катание            | Ванесса Джеймс / Морган Сипре | 65,36              | 10                 | 114,07                 | 11                     | 179,43       | 10    |
| Танцы на льду             | Натали Пешала / Фабьян Бурза  | 72,78              | 4                  | 104,44                 | 4                      | 177,22       | 4     |
| Танцы на льду             | Пернель Каррон / Ллойд Джонс  | 58,25              | 13                 | 84,62                  | 15                     | 142,87       | 15    |

Командные соревнования
| Соревнование           | Спортсмены                                                                                 | Короткая программа      | Короткая программа      | Короткая программа     | Короткая программа      | Произвольная программа | Произвольная программа | Произвольная программа | Произвольная программа | Всего     | Всего |
| Соревнование           | Спортсмены                                                                                 | Мужчины                 | Женщины                 | Пары                   | Танцы                   | Мужчины                | Женщины                | Пары                   | Танцы                  | Результат | Место |
| ---------------------- | ------------------------------------------------------------------------------------------ | ----------------------- | ----------------------- | ---------------------- | ----------------------- | ---------------------- | ---------------------- | ---------------------- | ---------------------- | --------- | ----- |
| Командные соревнования | Флоран Амодьо Маэ Беренис Мейте Ванесса Джеймс / Морган Сипре Натали Пешала / Фабьян Бурза | 79,93 5-е место 6 очков | 55,45 6-е место 5 очков | 57,45 7-е место 4 очка | 69,15 4-е место 7 очков | Завершили выступление  | Завершили выступление  | Завершили выступление  | Завершили выступление  | 22 очка   | 6     |

### Фристайл
Могул
| Соревнование | Спортсмены    | Квалификация 1 | Квалификация 1 | Квалификация 1 | Квалификация 2 | Квалификация 2 | Квалификация 2 | Финал 1              | Финал 1              | Финал 1              | Финал 2               | Финал 2               | Финал 2               | Финал 3               | Финал 3               | Финал 3               | Итоговое место |
| Соревнование | Спортсмены    | Время          | Очки           | Место          | Время          | Очки           | Место          | Время                | Очки                 | Место                | Время                 | Очки                  | Место                 | Время                 | Очки                  | Место                 | Итоговое место |
| ------------ | ------------- | -------------- | -------------- | -------------- | -------------- | -------------- | -------------- | -------------------- | -------------------- | -------------------- | --------------------- | --------------------- | --------------------- | --------------------- | --------------------- | --------------------- | -------------- |
| Мужчины      | Беньямин Каве | DNF            | DNF            | DNF            | 25,37          | 20,12          | 9              | 25,85                | 22,97                | 6                    | 26,31                 | 22,46                 | 8                     | Завершил выступление  | Завершил выступление  | Завершил выступление  | 8              |
| Мужчины      | Антони Бенна  | 24,15          | 18,46          | 22             | 24,24          | 16,92          | 13             | Завершил выступление | Завершил выступление | Завершил выступление | Завершил выступление  | Завершил выступление  | Завершил выступление  | Завершил выступление  | Завершил выступление  | Завершил выступление  | 23             |
| Женщины      | Перрин Лаффон | 31,92          | 21,34          | 5              | Не участвовала | Не участвовала | Не участвовала | 32,82                | 18,78                | 14                   | Завершила выступление | Завершила выступление | Завершила выступление | Завершила выступление | Завершила выступление | Завершила выступление | 14             |

Ски-кросс
| Соревнование | Спортсмены               | Квалификация | Квалификация | 1/8 финала | 1/8 финала | Четвертьфинал         | Четвертьфинал         | Полуфинал             | Полуфинал             | Финал                 | Финал                 | Итоговое место |
| Соревнование | Спортсмены               | Результат    | Место        | Заезд      | Место      | Заезд                 | Место                 | Заезд                 | Место                 | Название              | Место                 | Итоговое место |
| ------------ | ------------------------ | ------------ | ------------ | ---------- | ---------- | --------------------- | --------------------- | --------------------- | --------------------- | --------------------- | --------------------- | -------------- |
| Мужчины      | Жан-Фредерик Шапюи       | 1:16,77      | 4            | 4          | 1          | 2                     | 1                     | 1                     | 1                     | Большой               | 1                     | 1              |
| Мужчины      | Арно Боволента           | 1:17,48      | 11           | 6          | 2          | 3                     | 2                     | 2                     | 2                     | Большой               | 2                     | 2              |
| Мужчины      | Жонатан Мидоль           | 1:19,57      | 29           | 4          | 2          | 2                     | 2                     | 1                     | 2                     | Большой               | 3                     | 3              |
| Мужчины      | Жонас Девуассу           | 1:18,32      | 21           | 3          | 2          | 2                     | 3                     | Завершил выступление  | Завершил выступление  | Завершил выступление  | Завершил выступление  | 10             |
| Женщины      | Офели Дави               | 1:21,46      | 2            | 8          | 1          | 4                     | 1                     | 2                     | 2                     | Большой               | 4                     | 4              |
| Женщины      | Мариэль Бергер Саббатель | 1:24,62      | 17           | 1          | 3          | Завершила выступление | Завершила выступление | Завершила выступление | Завершила выступление | Завершила выступление | Завершила выступление | 19             |
| Женщины      | Ализе Барон              | 1:25,20      | 19           | 5          | 3          | Завершила выступление | Завершила выступление | Завершила выступление | Завершила выступление | Завершила выступление | Завершила выступление | 20             |
| Женщины      | Марион Жоссеран          | 1:26,61      | 22           | 6          | 4          | Завершила выступление | Завершила выступление | Завершила выступление | Завершила выступление | Завершила выступление | Завершила выступление | 27             |

Ски-хафпайп
| Соревнование | Спортсмены     | Квалификация | Квалификация | Квалификация | Финал                | Финал                | Финал                | Итоговое место |
| Соревнование | Спортсмены     | 1 заезд      | 2 заезд      | Место        | 1 заезд              | 2 заезд              | Место                | Итоговое место |
| ------------ | -------------- | ------------ | ------------ | ------------ | -------------------- | -------------------- | -------------------- | -------------- |
| Мужчины      | Кевин Роллан   | 84,80        | 68,80        | 4            | 88,60                | 29,80                | 3                    | 3              |
| Мужчины      | Бенуа Валентин | 87,00        | 1,00         | 3            | 10,00                | 61,00                | 10                   | 10             |
| Мужчины      | Томас Креф     | 74,80        | 69,60        | 11           | 4,60                 | 28,60                | 11                   | 11             |
| Мужчины      | Ксавье Бертони | 53,40        | 51,60        | 21           | Завершил выступление | Завершил выступление | Завершил выступление | 21             |
| Женщины      | Мари Мартино   | 84,80        | 88,40        | 1            | 84,80                | 85,40                | 2                    | 2              |
| Женщины      | Анеиз Карадо   | 74,40        | 6,40         | 9            | DNS                  | DNS                  | DNS                  | 12             |

Слоупстайл
| Соревнование | Спортсмены     | Квалификация | Квалификация | Квалификация | Финал                | Финал                | Финал                | Итоговое место |
| Соревнование | Спортсмены     | 1 заезд      | 2 заезд      | Место        | 1 заезд              | 2 заезд              | Место                | Итоговое место |
| ------------ | -------------- | ------------ | ------------ | ------------ | -------------------- | -------------------- | -------------------- | -------------- |
| Мужчины      | Жереми Панкрас | 68,00        | 69,40        | 19           | Завершил выступление | Завершил выступление | Завершил выступление | 19             |
| Мужчины      | Антуан Аделисс | 54,20        | 50,40        | 27           | Завершил выступление | Завершил выступление | Завершил выступление | 27             |
| Мужчины      | Жюль Боннер    | 2,20         | 40,00        | 30           | Завершил выступление | Завершил выступление | Завершил выступление | 30             |

### Шорт-трек
Мужчины
| Соревнование | Спортсмены      | Отборочный раунд | Отборочный раунд | Отборочный раунд | Четвертьфинал        | Четвертьфинал        | Четвертьфинал        | Полуфинал            | Полуфинал            | Полуфинал            | Финал                 | Финал                 | Финал                 | Итоговое место |
| Соревнование | Спортсмены      | Забег            | Результат        | Место            | Забег                | Результат            | Место                | Забег                | Результат            | Место                | Название              | Результат             | Место                 | Итоговое место |
| ------------ | --------------- | ---------------- | ---------------- | ---------------- | -------------------- | -------------------- | -------------------- | -------------------- | -------------------- | -------------------- | --------------------- | --------------------- | --------------------- | -------------- |
| 500 метров   | Себастьян Лепап | 4                | 42,167           | 3                | Завершил выступление | Завершил выступление | Завершил выступление | Завершил выступление | Завершил выступление | Завершил выступление | Завершил выступление  | Завершил выступление  | Завершил выступление  | 22             |
| 500 метров   | Тибо Фоконн     | 7                | 42,368           | 4                | Завершил выступление | Завершил выступление | Завершил выступление | Завершил выступление | Завершил выступление | Завершил выступление | Завершил выступление  | Завершил выступление  | Завершил выступление  | 26             |
| 1000 метров  | Себастьян Лепап | 4                | 1:49,311         | 3                | 2                    | 1:25,368             | 3                    | Завершил выступление | Завершил выступление | Завершил выступление | Завершил выступление  | Завершил выступление  | Завершил выступление  | 12             |
| 1000 метров  | Тибо Фоконн     | 8                | 2:00,795         | 4                | Завершил выступление | Завершил выступление | Завершил выступление | Завершил выступление | Завершил выступление | Завершил выступление | Завершил выступление  | Завершил выступление  | Завершил выступление  | 30             |
| 1000 метров  | Максим Шатенье  | 6                | 2:20,479         | 4                | Завершил выступление | Завершил выступление | Завершил выступление | Завершил выступление | Завершил выступление | Завершил выступление | Завершил выступление  | Завершил выступление  | Завершил выступление  | 31             |
| 1500 метров  | Себастьян Лепап | 3                | 2:15,806         | 3                | Не проводится        | Не проводится        | Не проводится        | 2                    | 2:23,995             | 3                    | B                     | 2:21,483              | 1                     | 8              |
| 1500 метров  | Тибо Фоконн     | 5                | 2:14,054         | 3                | Не проводится        | Не проводится        | Не проводится        | 1                    | PEN                  | PEN                  | Завершила выступление | Завершила выступление | Завершила выступление | 18             |
| 1500 метров  | Максим Шатенье  | 4                | 2:17,938         | 4                | Не проводится        | Не проводится        | Не проводится        | Завершил выступление | Завершил выступление | Завершил выступление | Завершил выступление  | Завершил выступление  | Завершил выступление  | 23             |

Женщины
| Соревнование | Спортсмены      | Отборочный раунд | Отборочный раунд | Отборочный раунд | Четвертьфинал         | Четвертьфинал         | Четвертьфинал         | Полуфинал             | Полуфинал             | Полуфинал             | Финал                 | Финал                 | Финал                 | Итоговое место |
| Соревнование | Спортсмены      | Забег            | Результат        | Место            | Забег                 | Результат             | Место                 | Забег                 | Результат             | Место                 | Название              | Результат             | Место                 | Итоговое место |
| ------------ | --------------- | ---------------- | ---------------- | ---------------- | --------------------- | --------------------- | --------------------- | --------------------- | --------------------- | --------------------- | --------------------- | --------------------- | --------------------- | -------------- |
| 500 метров   | Вероник Пьеррон | 4                | 1:12,278         | 4                | Завершила выступление | Завершила выступление | Завершила выступление | Завершила выступление | Завершила выступление | Завершила выступление | Завершила выступление | Завершила выступление | Завершила выступление | 29             |
| 1000 метров  | Вероник Пьеррон | 6                | 1:33,022         | 2                | 1                     | PEN                   | PEN                   | Завершила выступление | Завершила выступление | Завершила выступление | Завершила выступление | Завершила выступление | Завершила выступление | 17             |
| 1500 метров  | Вероник Пьеррон | 1                | 2:55,658         | 5                | Не проводится         | Не проводится         | Не проводится         | 2                     | 2:20,216              | 4                     | B                     | 2:26,066              | 5                     | 10             |